# Čichalov
Čichalov (německy Sichlau) je obec v okrese Karlovy Vary v Karlovarském kraji. Žije v ní 178 obyvatel.
Ve vzdálenosti dvacet kilometrů severovýchodně leží město Podbořany, 26 kilometrů severozápadně statutární město Karlovy Vary, 27 kilometrů severozápadně město Ostrov a třicet kilometrů severně město Klášterec nad Ohří.

## Historie
První písemná zmínka o vesnici pochází z roku 1386. Pouze o tři roky mladší je zpráva o tvrzi, na které sídlil zeman Hereš z Čichalova uváděný roku 1386 (podle Augusta Sedláčka roku 1396) jako fojt v Bečově. Rod Čichalovců z Čichalova zde sídlil až do roku 1530, kdy Jan z Čichalova prodal panství Hanuši Huvarovi z Lobenštejna. Jeho potomkům statek patřil do roku 1644, kdy se Františka Huvarová provdala za Valtera Viléma ze Štensdorfu. Za Štensdorfů byl Čichalov připojen k údrčskému panství, a zdejší tvrz zanikla. Údajně stávala na vrchu Hůrka severně od vesnice, kde se dochovala uměle vytvořená vrcholová plošina chráněná jako kulturní památka, nebo na místě zaniklé rozměrné kamenné stavby na východním okraji vesnice.

## Obyvatelstvo
Při sčítání lidu v roce 1921 zde žilo 203 obyvatel (z toho 110 mužů) německé národnosti a římskokatolického vyznání. Podle sčítání lidu z roku 1930 měla vesnice 202 obyvatel: 196 Němců a šest cizinců. Kromě šesti evangelíků se hlásili k římskokatolické církvi.
|                                                                        | 1869 | 1880 | 1890 | 1900 | 1910 | 1921 | 1930 | 1950 | 1961 | 1970 | 1980 | 1991 | 2001 | 2011 | 2021 |
| ---------------------------------------------------------------------- | ---- | ---- | ---- | ---- | ---- | ---- | ---- | ---- | ---- | ---- | ---- | ---- | ---- | ---- | ---- |
| Obyvatelé                                                              | 235  | 258  | 236  | 235  | 211  | 203  | 202  | 115  | 100  | 165  | 145  | 113  | 98   | 96   | 110  |
| Domy                                                                   | 42   | 45   | 44   | 43   | 41   | 40   | 43   | 33   | 41   | 21   | 20   | 19   | 24   | 25   | 24   |
| Počet domů z roku 1961 zahrnuje domy místních částí Kovářov a Štoutov. |      |      |      |      |      |      |      |      |      |      |      |      |      |      |      |

## Obecní správa
Mezi lety 1869–1975 Čichalov byl obcí v okrese Žlutice (1869–1930), poté v okrese Toužim (1950) a později v okrese Karlovy Vary. Od 1. července 1975 do 28. února 1990 patřil jako část města k Žluticím a od 1. března 1990 je opět samostatnou obcí.

### Části obce
- Čichalov
- Kovářov
- Mokrá
- Štoutov

### Obecní symboly
Znak a vlajka byly obci uděleny rozhodnutím předsedy Poslanecké sněmovny Parlamentu České republiky dne 21. dubna 2020.

## Pamětihodnosti
- Hřbitovní kostel Všech svatých ze 14. století
- Kaple svatého Jana a Pavla z 19. století s polychromovanými sochami[14]
- Na návrší na severním okraji vesnice se údajně nachází tvrziště, které je pozůstatkem čichalovské tvrze.

## Galerie

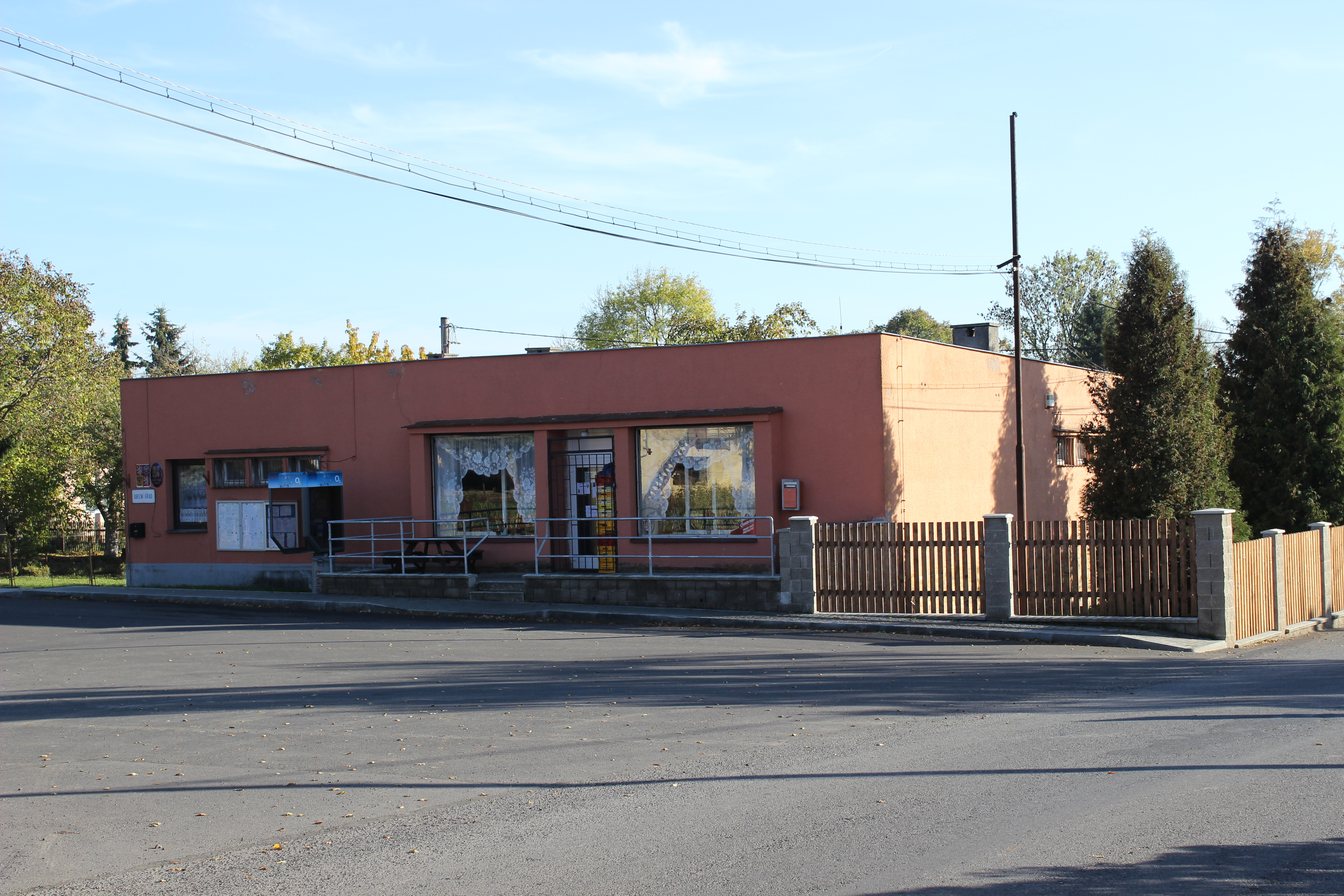
Budova obecního úřadu
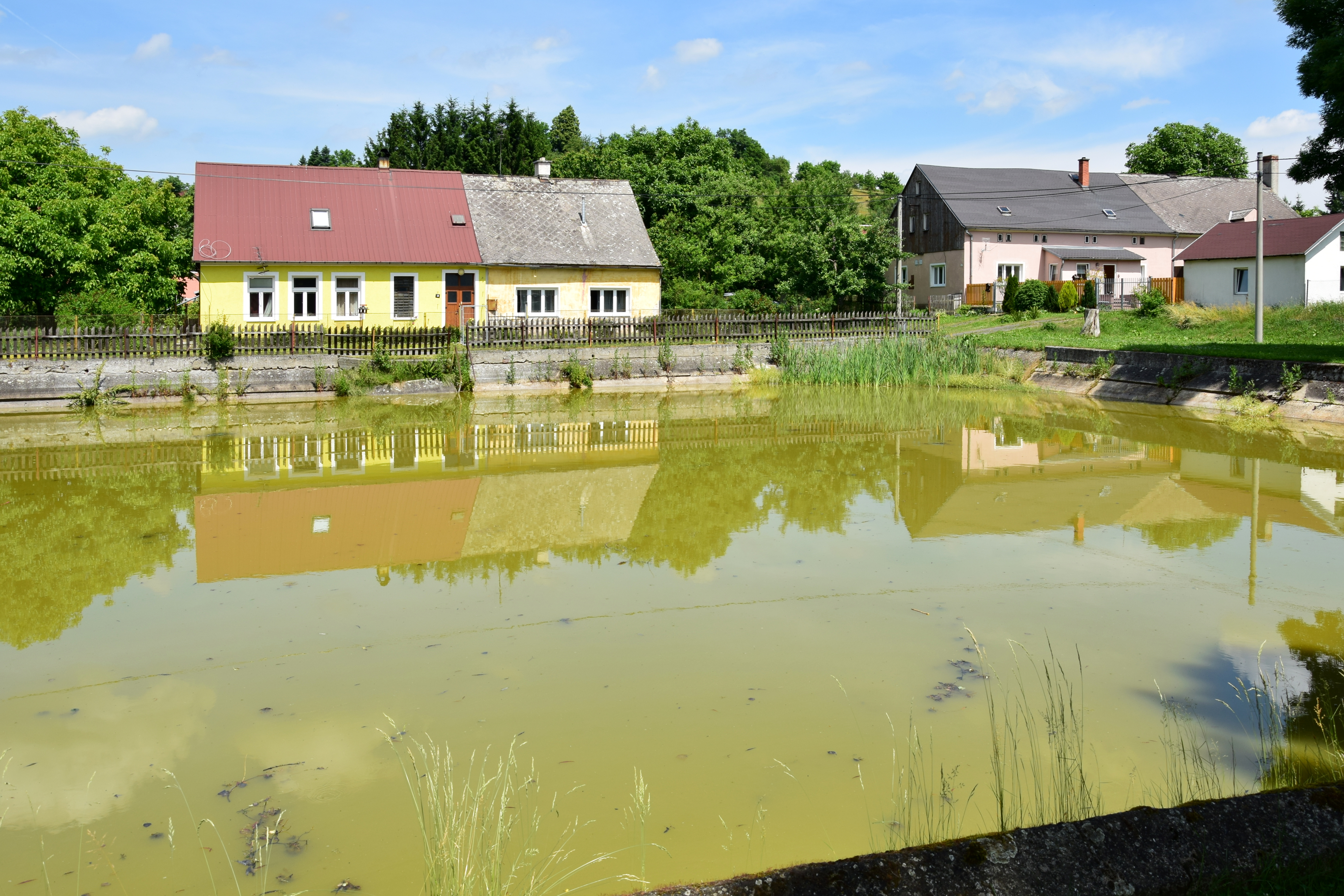
Vodní nádrž
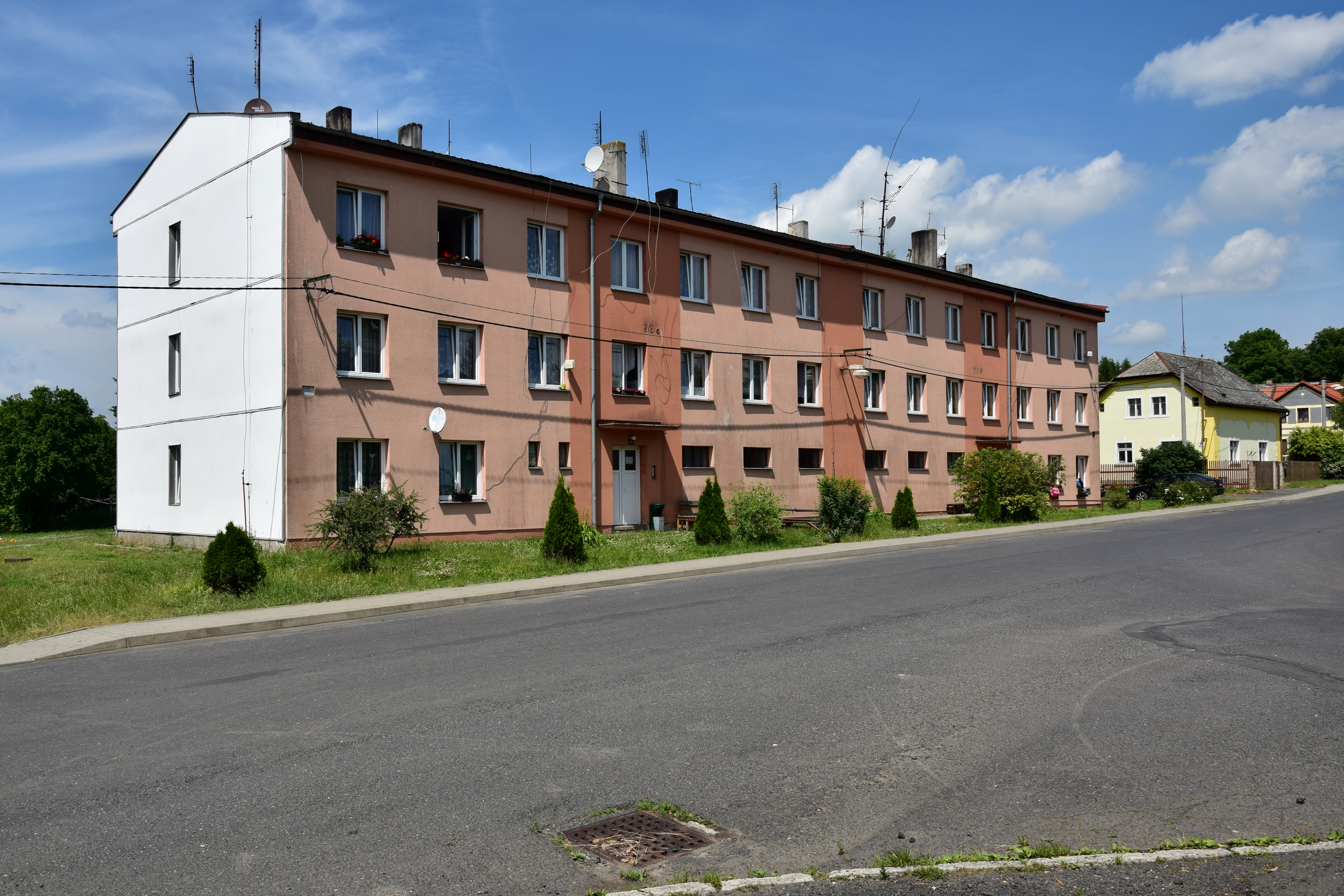
Jeden z bytových domů
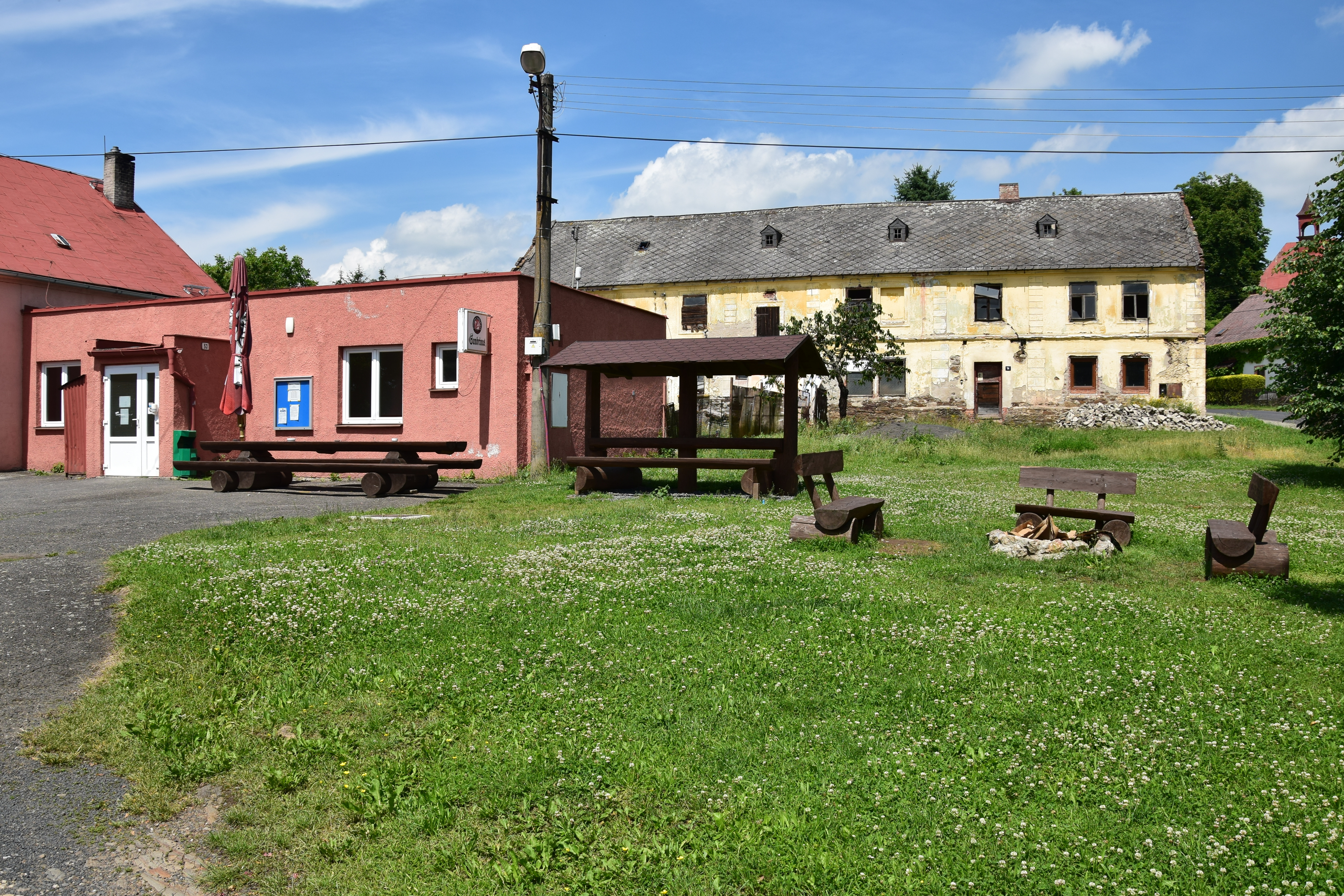
Pohostinství
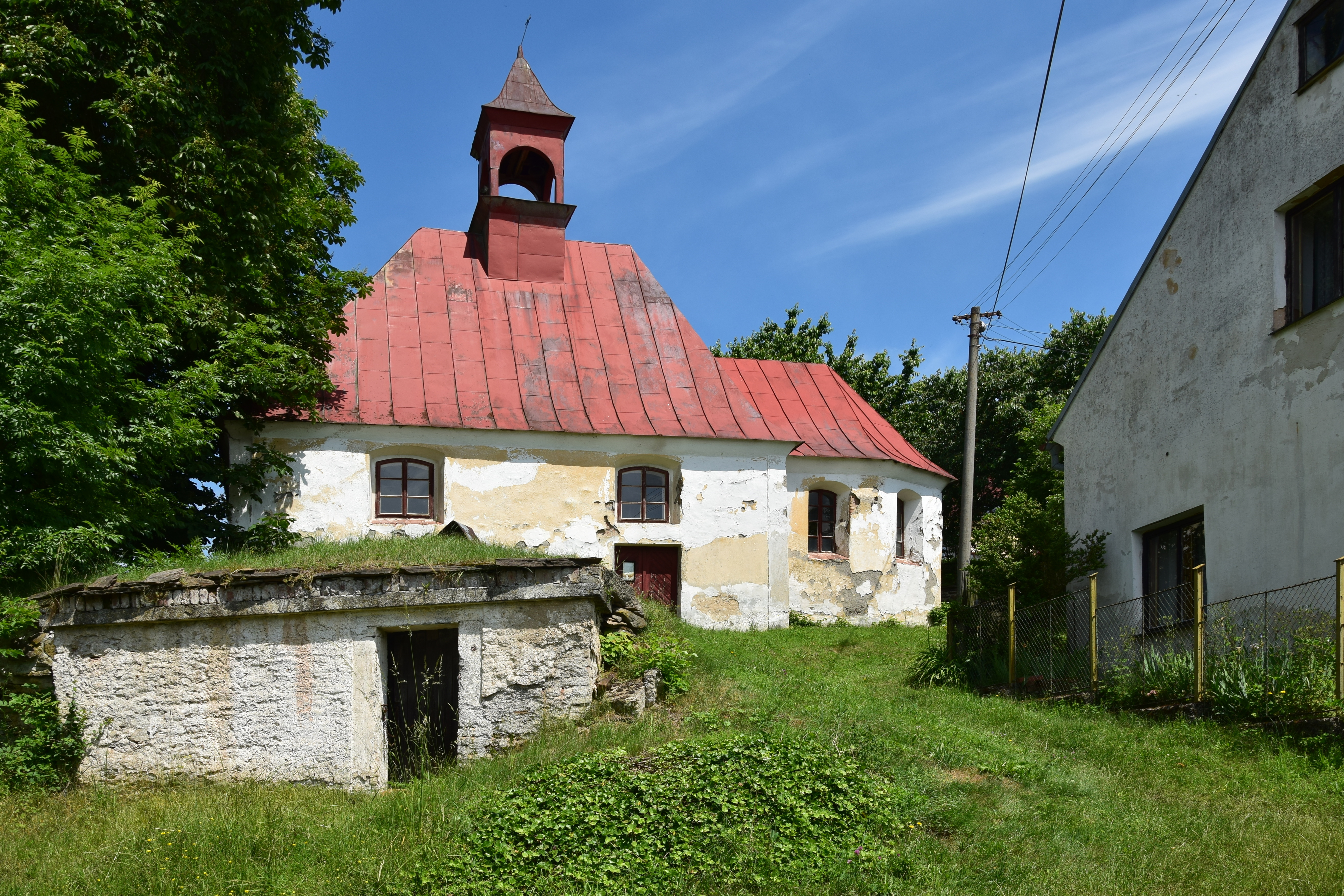
Kaple svatých Petra a Pavla
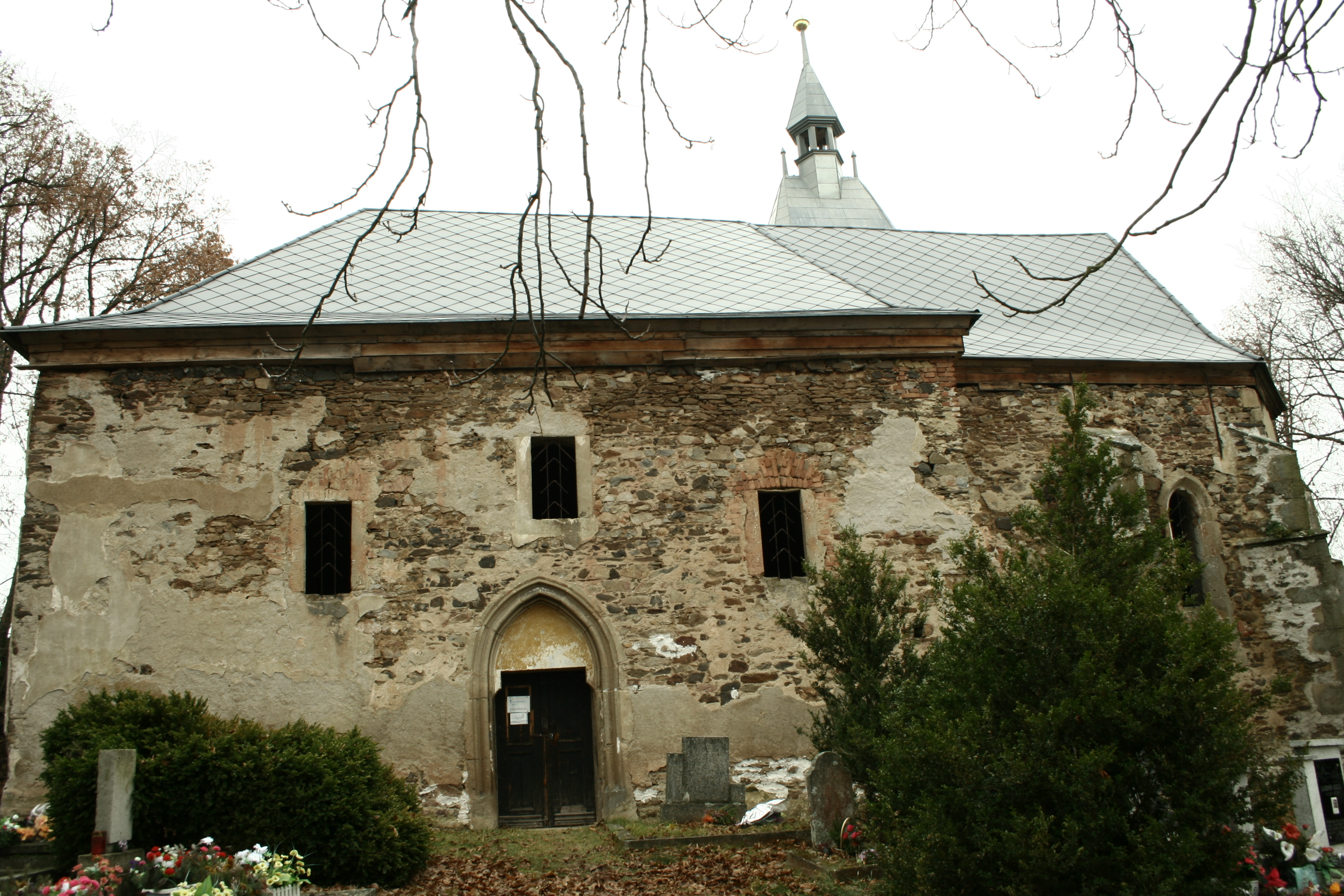
Kostel Všech svatých